# Алексеј Свирин
Алексеј Владимирович Свирин (рус. Алексей Владимирович Свирин; Москва, 15. децембар 1978) је руски веслач.
Свирин је као члан посаде четверац скула на Олимпијским играма 2004. у Атини и Европском првенству 2007. у Познању освојио је прво место и златну медаљу.
На Олимпијским играма 2008. у Пекингу у пару са Александром Корниловим учествовао је у дисциплини дубл скул и заузео једанаесто место.
Смирнов је висок 2,02 метра а тежак 103 килограма. Запослен је у Московској армији.